# Śląski Akcyjny Bank Ziemski we Wrocławiu
Budynek Śląskiego Akcyjnego Banku Ziemskiego we Wrocławiu (j.niem Schlesischer-Boden-Credit-Actien-Bank) – neorenesansowy budynek dawnej siedziby Śląskiego Aukcyjnego Banku Ziemskiego, a do roku 2013 siedziba banku PKO BP.

## Historia banku
Bank został założony w 1871 roku w wyniku połączenia innych banków śląskich i kilku zewnętrznych, m.in. Berlińskiego Towarzystwa Bankowego. O jego powstanie zabiegali przedstawiciele śląskich właścicieli ziemskich i wrocławskiej finansjery. Bank dysponował poważnymi środkami kapitałowymi, co pozwalało na udzielanie kredytów długoterminowych oraz kasami pożyczkowymi i oszczędnościowymi. Akcyjny kapitał założycielski wynosił 7,5 mln marek, w 1900 roku wzrósł do 15 milionów, a w 1902 do 20 mln. Siedziba ówczesnego banku znajdowała się przy Herrenstrasse, dzisiejszej ulicy Kiełbaśniczej. W 1888 wykupiono teren posesji przy Schloss Strasse w celu wzniesienia nowej siedziby banku.

## Architektura budynku
Budowa trzykondygnacyjnego budynku na posesji o średniowiecznym rodowodzie rozpoczęła się w 1889 roku i trwała dwa lata. Jego projektantem był architekt Richard Plüddemann. Jego projekt oparty był na stylu neorenesansu północnego i odwoływał się do francuskiej i północnoniemieckiej tradycji mieszczańskiej bankowości okresu renesansu.
Budowla powstała na planie litery „E” z dwoma małymi dziedzińcami wewnętrznymi rozdzielonymi ryzalitem klatki schodowej; na dwóch skrajnych bokach znajdowały się dwa ryzality pozorne. Dziewięcioosiowa elewacja na parterze jest boniowana i w niej umieszczono portal, wyższe kondygnacje pokryto piaskowcem. Całość ma asymetryczną kompozycję, wzbogaconą wykuszami, lukarnami, szczytami wieńczącymi ryzality oraz wieżyczką. Nad oknami w pierwszej kondygnacji znajdują się trójkątne naczółki okienne; innymi elementami ozdobnymi są różnego rodzaju ornamenty okuciowe, rauty, kaboszony, muszle i woluty. Na północnym niższym szczycie, w niesymetrycznym dwukondygnacyjnym wykuszu, umieszczono datę wzniesienia budowli „1890”. W południowym, wyższym szczycie, umieszczono płyciznę z autografem projektanta, a nad nim orła śląskiego. Całość została pokryta dwuspadowym dachem o konstrukcji stalowej z sześcioma lukarnami z ostrosłupowymi daszkami. W 1932 roku poddasze zostało przebudowane w wyniku czego lukarny zostały zastąpione długą mansardą.
Wnętrze budynku miało układ dwutraktowy z korytarzem. Na parterze znajdowały się sklepy, pierwsze piętro zajmował bank, a drugie i trzecie miały funkcje mieszkalne, gdzie mieszkał m.in. tajny radca kanclerski oraz biuraliści, kasjerzy i portierzy. Bank, przeznaczony dla bardziej majętnej klienteli, nie posiadał tradycyjnej sali finansowej, ale małe, dyskretne pomieszczenia. Na tym samym piętrze znajdował wówczas się skarbiec. Na początku XX wieku część obsługi kasowej została przeniesiona na parter obok nadal istniejącego sklepu z bielizną (istniał do 1921); w piwnicy został zainstalowany nowoczesny skarbiec. W 1939 r. w piwnicach rozpoczęto budowę schronów przeciwlotniczych.